# Miloš Forman
Jan Tomáš Forman, més conegut per Miloš Forman o Milos Forman, (Čáslav, Txecoslovàquia, 18 de febrer de 1932 - Danbury, 13 d'abril de 2018) fou un director i guionista de cinema txec-estatunidenc, guanyador de l'Oscar al millor director en dues ocasions, amb les pel·lícules: Algú va volar sobre el niu del cucut (títol original en anglès One Flew Over the Cuckoo's Nest) de l'any 1975, i Amadeus del 1984. A més, ambdues pel·lícules també es van endur el premi Oscar a la millor pel·lícula.R
Forman va ser una figura important de la Nova Ona Txecoslovaca. Els estudiosos del cinema i les autoritats txecoslovaques van veure la seva pel·lícula de 1967 El ball dels bombers com una sàtira mordaç sobre el comunisme d'Europa de l'Est. La pel·lícula es va projectar inicialment als cinemes del seu país natal en l'ambient més reformista de la Primavera de Praga. No obstant això, més tard va ser prohibit pel govern comunista després de la invasió dels països del Pacte de Varsòvia el 1968. Posteriorment, Forman es va veure obligat a abandonar Txecoslovàquia cap als Estats Units, on va continuar fent cinema.

## Biografia

### Primers anys

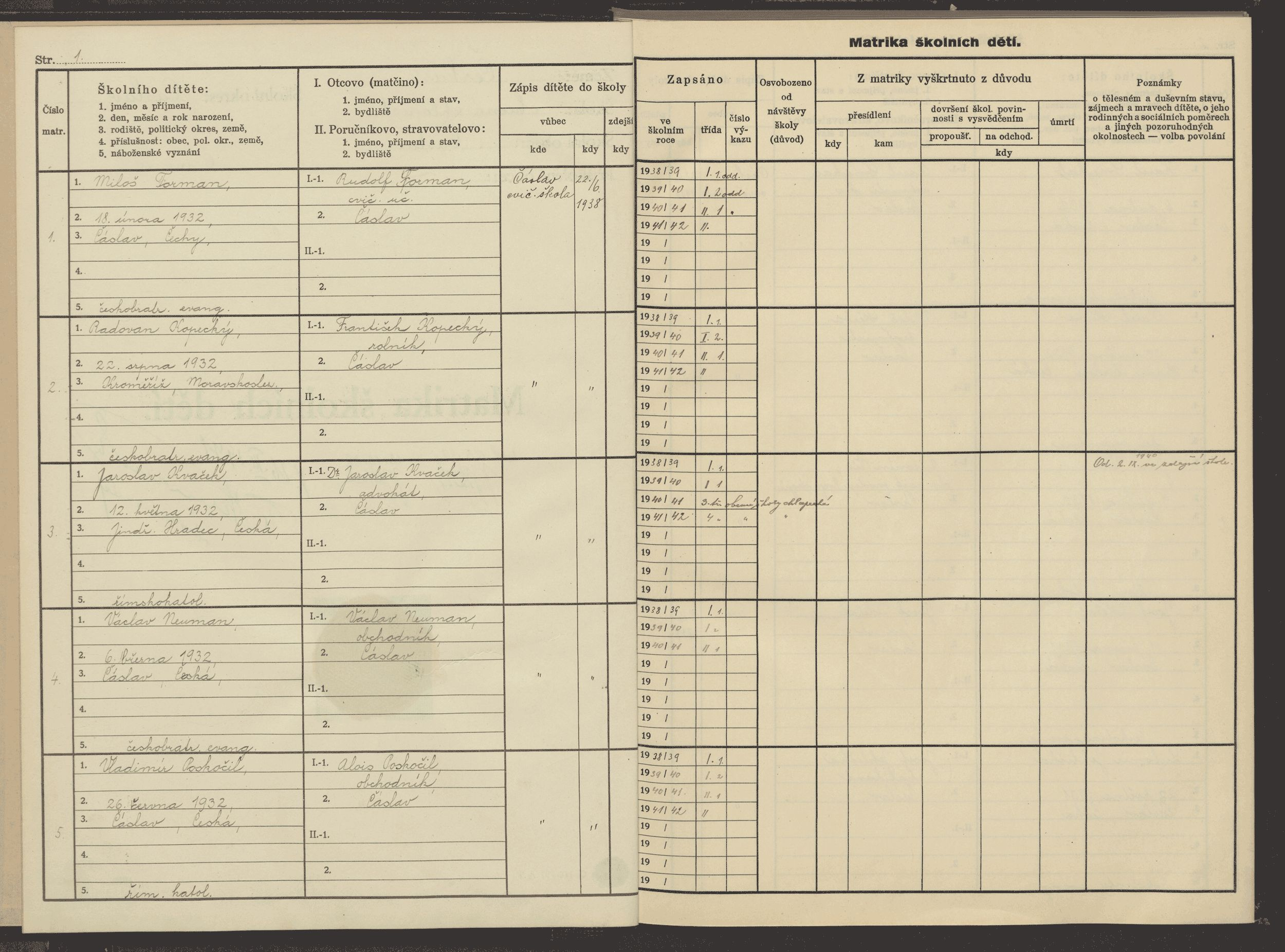
Registre escolar Miloš Forman 1941. (SOkA Kutná Hora)

Forman va néixer a Čáslav, Txecoslovàquia (avui República Txeca), fill d'Anna Svabova, que portava un hotel d'estiu, i Rudolf Forman, professor.
Els seus pares van assistir a una església protestant. Creia que el seu pare era Rudolf Forman. Durant l’ocupació nazi, Rudolf, un membre de la resistència, va ser arrestat per distribuir llibres prohibits i, segons es diu, va morir de tifus a Mittelbau-Dora, un subcamp del camp de concentració de Buchenwald el maig de 1944. Una altra versió diu que va morir a Mittelbau-Dora durant l'interrogatori. La mare de Forman havia estat assassinada a Auschwitz el març de l'any anterior. Forman va dir que no entenia del tot què els havia passat fins que va veure imatges dels camps de concentració quan tenia 16 anys.
Forman va ser criat posteriorment per dos oncles i amics de la família. El seu germà gran Pavel era pintor dotze anys més gran que ell, i va emigrar a Austràlia després de la invasió de Txecoslovàquia el 1968. Forman va descobrir més tard que el seu pare biològic era de fet l'arquitecte jueu Otto Kohn, un supervivent de l’Holocaust, i, per tant, Forman era mig germà del matemàtic Joseph J. Kohn.
Després de la guerra, va anar a l'escola privada universitària del Rei Jordi a la ciutat balneària de Poděbrady, on va tenir de condeixebles Václav Havel i els germans Mašín. Més tard va estudiar per guionista a l'Acadèmia d'Arts de Praga.
En la seva joventut, Forman volia ser productor teatral. Després d'assistir a l'escola secundària a Náchod, va anar a l'internat King George a Poděbrady, després del final de la guerra; entre els seus companys hi havia Václav Havel, els germans Mašín i els futurs cineastes Ivan Passer i Jerzy Skolimowski.
Posteriorment va estudiar guió a l’Acadèmia d'Arts Escèniques de Praga. Va ser ajudant d’Alfréd Radok, creador de Laterna Magika. Juntament amb el seu company de cinema i amic Passer, va marxar d'Europa cap als Estats Units durant la invasió de Txecoslovàquia pel Pacte de Varsòvia l'estiu de 1968.

### Carrera artística
Juntament amb el director de fotografia Miroslav Ondříček i el llarg amic de l'escola Ivan Passer, Forman va filmar el documental mut Semafor sobre el teatre Semafor. La primera producció important de Forman va ser Audition, un documental sobre cantants competidors. Va dirigir diverses comèdies txecs a Txecoslovàquia. Va estar a París negociant la producció de la seva primera pel·lícula americana durant la Primavera de Praga el 1968. El seu empresari, un estudi txec, el va acomiadar, així que va decidir traslladar-se als Estats Units. Es va traslladar a Nova York, on més tard va ser professor de cinema a la Universitat de Colúmbia el 1978 i copresident (amb el seu antic professor František Daniel) del departament de cinema de Columbia. Un dels seus protegits va ser el futur director James Mangold, de qui va ser mentor a Columbia. Va col·laborar regularment amb el director de fotografia Miroslav Ondříček.

#### 1964–1971
El pocatraça és una de les primeres i més representatives pel·lícules de la New Wave txecoslovaca. Va guanyar el premi Lleopard d'Or al Festival Internacional de Cinema de Locarno. Cobreix els primers dies de la vida laboral d'un adolescent txec. A Txecoslovàquia l'any 1964, el sense rumb Petr (Ladislav Jakim) comença a treballar com a vigilant de seguretat en un supermercat autoservei concorregut; Malauradament, li manca tant la confiança que fins i tot quan veu lladres de botigues, no pot afrontar-los. De la mateixa manera, surt amb l'encantadora Asa (Pavla Martínková) i durant les conferències sobre la responsabilitat personal i la dignitat del treball que el seu pare (Jan Vostrčil) imparteix a casa. Els amors d'una rossa és una de les pel·lícules més conegudes de la Nova Ona Txecoslovaca i va guanyar premis als festivals de cinema de Venècia i Locarno. També va ser nominada a l’Oscar a la millor pel·lícula en llengua estrangera el 1967.

El 1967, va dirigir El ball dels bombers, una coproducció original txecoslovaca-italiana; aquesta va ser la primera pel·lícula en color de Forman. És una de les pel·lícules més conegudes de la Nova Ona txecoslovaca. A la vista d'una representació naturalista d'un esdeveniment social desafortunat en una ciutat de província, la pel·lícula ha estat vista tant pels estudiosos del cinema com per les autoritats de Txecoslovàquia com una sàtira mordaç sobre el comunisme d'Europa de l'Est, que va provocar que fos prohibida durant molts anys al país natal de Forman. El terme txec zhasnout (apagar els llums), associat amb petits robatoris a la pel·lícula, es va utilitzar per descriure la retirada d'actius a gran escala que es va produir al país durant la dècada del 1990. Va ser nominada a l’Oscar a la millor pel·lícula estrangera.
| « | Quan els tancs soviètics van entrar a Praga l'agost de 1968, Forman estava a París negociant la producció de Vull volar (1971), la seva primera pel·lícula nord-americana. Al·legant que estava fora del país il·legalment, el seu estudi txec el va acomiadar, forçant Forman a emigrar a Nova York" | » |

La primera pel·lícula que Forman va fer als Estats Units, Vull volar, va compartir el Gran Premi (ex aequo) (segon premi) amb Johnny va agafar el fusell al Festival de Cannes de 1971. La pel·lícula va ser protagonitzada per Lynn Carlin i Buck Henry, i també va comptar, com a Jeannie, amb Linnea Heacock, descoberta, amb els amics, al Washington Square Park. Va ser criticat i va deixar a Forman lluitant per trobar feina. Forman va dir més tard que ho va fer tan malament que va acabar devent a l'estudi 500 dòlars.

#### 1975–1989

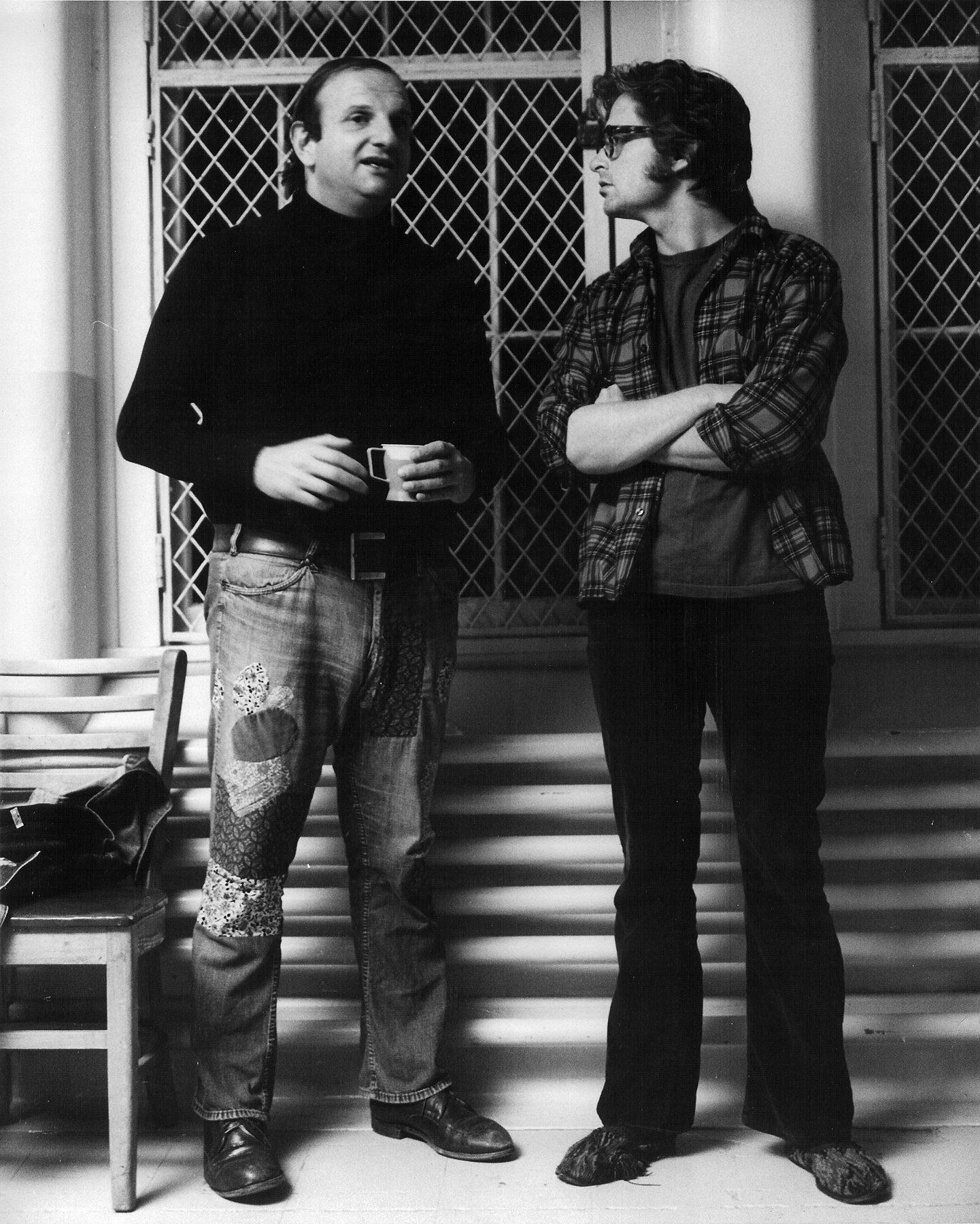
Bo Goldman (esquerra) i Michael Douglas al plató Algú va volar sobre el niu del cucut (1975)

La seva següent pel·lícula va ser Algú va volar sobre el niu del cucut (1975). Malgrat el fracàs de Taking Off, els productors Michael Douglas i Saul Zaentz el van contractar per dirigir l'adaptació de la novel·la de culte de Ken Kesey Algú va volar sobre el niu del cucut. Forman va dir més tard que el van contractar perquè estava en el seu rang de preus. Protagonitzada per Jack Nicholson i Louise Fletcher, l'adaptació va ser un èxit de crítica i comercial. La pel·lícula va guanyar els Oscars en les cinc categories més importants: millor director, millor actor, millor actriu, millor pel·lícula i millor guió adaptat. Una de les tres pel·lícules de la història que ho ha aconseguit (al costat de Va succeir una nit i El silenci dels anyells), va establir fermament la reputació de Forman.
Arthur Knight, crític de cinema de The Hollywood Reporter va declarar a la seva ressenya: «Amb One Flew Over the Cuckoo's Nest, Forman ocupa el lloc que li correspon com a un dels nostres directors joves més creatius. El seu càsting està inspirat, el seu sentit de l'entorn està assegurat». L'èxit de One Flew Over the Cuckoo's Nest va permetre a Forman dirigir la seva llargament planificada versió cinematogràfica de Hair el 1979, un musical de rock basat en el musical de Broadway de James Rado, Gerome Ragni i Galt MacDermot. La pel·lícula la va protagonitzar Treat Williams, John Savage i Beverly D'Angelo. Va ser rebutjada pels escriptors del musical original i, tot i que va rebre crítiques positives, no va sortir bé econòmicament.
El 1981 va dirigir Ragtime, el drama nord-americà basat en la novel·la històrica de 1975 Ragtime d’E. L. Doctorow. El següent èxit important de Forman va ser Amadeus (1984), una adaptació de l'obra homònima de Peter Shaffer. Tornant a explicar la història de Wolfgang Amadeus Mozart i Antonio Salieri, va protagonitzar Tom Hulce, Elizabeth Berridge i F. Murray Abraham. La pel·lícula va ser aclamada internacionalment i va guanyar vuit Oscars, incloent Millor pel·lícula, Millor director i Millor actor (per Abraham). El crític de cinema del Chicago Sun-Times, Roger Ebert, va elogiar la pel·lícula i va escriure: « Amadeus és una pel·lícula magnífica, plena i tendra, divertida i encantadora, i, al final, també trista i enfadada, perquè en el personatge de Salieri ens ha donat la manera d'entendre no només la grandesa, sinó la nostra pròpia manca».

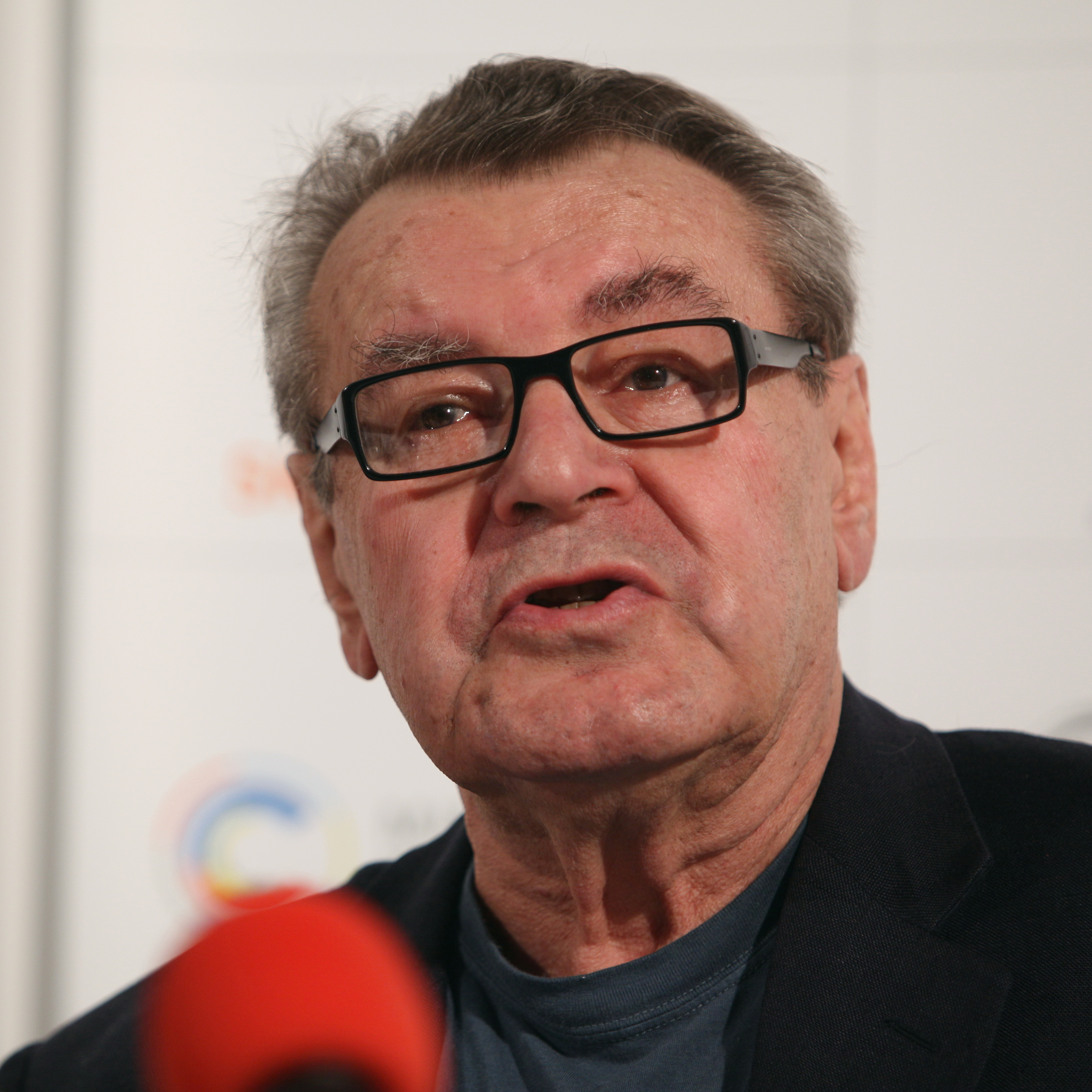
Forman el 2009

L'adaptació de Forman, Valmont (1989) de la novel·la de Pierre Choderlos de Laclos Les Liaisons dangereuses es va estrenar el 17 de novembre de 1989. Una altra adaptació cinematogràfica de Stephen Frears a partir del mateix material original s'havia estrenat l'any anterior i va eclipsar l'adaptació de Forman. La pel·lícula va ser protagonitzada per Colin Firth, Meg Tilly i Annette Bening. La pel·lícula va rebre crítiques mixtes amb la crítica del Los Angeles Times Sheila Benson, elogiant els seus magnífics vestits, però assenyalant la seva qualitat inferior a Dangerous Liaisons. Ella va escriure: «Valmont és preciós, i durant un temps pots seguir els seus vestits i detalls de producció... Però considerar Valmont a la llum de les paraules de Baudelaire sobre Les Liaisons Dangereuses --Aquest llibre, si es crema, ha de cremar com el gel- és veure fins a quin punt s'ha regat aquest gel».

### 1996–2006
La pel·lícula biogràfica de 1996, The People vs. Larry Flynt va ser un retrat del magnat de la pornografia Larry Flynt que va portar a Forman una altra nominació a l'Oscar. La pel·lícula va ser protagonitzada per Woody Harrelson, Courtney Love i Edward Norton. Tot i que va ser aclamat per la crítica, va recaptar només 20 milions de dòlars a taquilla. La biografia, Man on the Moon (1999) era del famós actor i còmic avantguardista Andy Kaufman (Jim Carrey, que va guanyar un Globus d'Or per la seva actuació) es va estrenar el 22 de desembre de 1999. La pel·lícula també va protagonitzar Danny DeVito, Courtney Love i Paul Giamatti. A la pel·lícula van aparèixer diversos actors de One Flew Over the Cuckoo's Nest, inclòs DeVito.
L'any 2000, Forman va actuar al costat de l'actor Edward Norton al debut com a director de Norton, Keeping the Faith (2000), com el savi amic del conflictiu sacerdot de Norton. Aquesta biografia del pintor espanyol Francisco Goya (coproducció nord-americà-espanyola), Goya's Ghosts es va estrenar el 8 de novembre de 2006. La pel·lícula va ser protagonitzada per Natalie Portman, Javier Bardem, Stellan Skarsgård i Randy Quaid. Va lluitar a taquilla. La pel·lícula va rebre crítiques diverses amb Phillip French de The Guardian que la va elogiar escrivint «Aquesta és una pel·lícula més atractiva, reflexiva i ben muntada». Tanmateix, Kirk Honeycut de The Hollywood Reporter va escriure: «En general, els cineastes no van prendre diverses decisions bàsiques abans de rodar... [els] crèdits de sota la línia són fantàstics, la qual cosa només augmenta una sensació aclaparadora de decepció amb les ambicions fallides de la pel·lícula».

### Projectes inacabats
Les primeres pel·lícules de Forman són encara molt populars entre els txecs. Moltes de les situacions i frases s'han convertit en ús quotidià: per exemple el terme txec zhasnout (apagar llums) d'El ball dels bombers associat amb un insignificant robatori a la pel·lícula, ha estat utilitzat per descriure la situació que passa al país durant els anys 90.
A finals de la dècada del 1950, Forman i Josef Škvorecký van començar a adaptar el conte de Škvorecký Eine kleine Jazzmusik per a la pantalla. El guió, anomenat Kapela to vyhrála (La banda va guanyar), explica la història d'una banda estudiantil de jazz durant l’ocupació nazi de Txecoslovàquia. El guió va ser enviat a Barrandov Film Studios. L'estudi va requerir canvis i ambdós artistes van continuar reescrivint el guió. Just abans que comencés el rodatge de la pel·lícula, tot el projecte va ser totalment desballestat, molt probablement per la intervenció de persones al capdavant de l'escena política, ja que Škvorecký acabava de publicar la seva novel·la Els covards, que va ser molt criticada pels polítics comunistes. La història Eine kleine Jazzmusik es va dramatitzar com una pel·lícula de televisió als anys noranta. A la primavera i l'estiu de 1968, Škvorecký i Forman van cooperar de nou escrivint conjuntament una sinopsi del guió per fer una versió cinematogràfica de The Cowards. Després que Škvorecký va fugir de la invasió del Pacte de Varsòvia, la sinopsi va ser traduïda a l'anglès, però no es va fer cap pel·lícula.
A mitjans de la dècada del 1960, Forman, Passer i Papoušek estaven treballant en un guió sobre un soldat que vivia en secret al Palau Lucerna de Praga. Es van quedar encallats escrivint el guió i van anar a un ball de bombers del poble. Inspirats per l'experiència, van decidir cancel·lar el guió i escriure El ball dels bombers.
A principis de la dècada del 1970, Forman va treballar en un guió amb Thomas Berger basat en la seva novel·la Vital Parts.
A principis de la dècada del 1990, Forman va coescriure un guió amb Adam Davidson. El guió, titulat Hell Camp, tractava d'una història d'amor entre els Estats Units i el Japó al món dels lluitadors de sumo. La fotografia havia de ser finançada per TriStar Pictures, i va ser cancel·lada només quatre dies abans del rodatge a causa de la desaprovació de l’Associació de Sumo del Japó, mentre que Forman es va negar a fer els canvis sol·licitats per l'associació.
Forman va ser escollit a mà per l'escriptor/productor Michael Crichton per dirigir Assetjament (1994), però posteriorment va deixar el projecte per diferències creatives amb Crichton.
El 1995, es va anunciar que Forman dirigiria un remake de Desengany (1936) per a Warner Bros. protagonitzat per Harrison Ford, a partir d'un guió d’Alfred Uhry. Tanmateix, es va ajornar arran d'una lesió de Forman.
Cap a l'any 2000, Forman estava en converses per dirigir una pel·lícula sobre els primers anys de la vida de Howard Hughes amb guió de Scott Alexander i Larry Karaszewski, i Edward Norton en el paper de l'excèntric jove multimilionari.
Al voltant de l'any 2001, Forman s'havia de dirigir i coescriure el còmic de crim Bad News, adaptat de la novel·la de Donald E. Westlake. Forman estava coescrivint el guió amb Doug Wright. El projecte mai va arribar a bon port.
A principis dels anys 2000, Forman va desenvolupar un projecte cinematogràfic que es titularia Embers, adaptat per Jean-Claude Carrière de la novel·la del novel·lista hongarès Sándor Márai. La pel·lícula tractava sobre dos homes de l'antic Imperi Àustria-Hongria de diferents orígens socials que es fan amics a l'escola militar i es retroben 41 anys després. Forman va repartir Sean Connery i Klaus Maria Brandauer, així com Winona Ryder. Diversos mesos abans del rodatge, Sean Connery i el productor italià van tenir un desacord i Connery es va retirar del projecte. Forman estava tan convençut que Sean Connery encaixava amb el paper que no volia rodar la pel·lícula sense ell i va cancel·lar el projecte uns dies abans que comencés el rodatge.
A finals dels anys 2000, el guió de Ghost of Munich va ser escrit per Forman, Jean-Claude Carriere i Václav Havel (l'antic president i escriptor txec, que havia estudiat a l'escola amb Forman), inspirat en la novel·la del novel·lista francès Georges-Marc Benamou. La història fa una ullada més de prop als esdeveniments que van envoltar l’Acord de Múnic. Se suposa que el paper del primer ministre francès Édouard Daladier havia estat interpretat per l'actor francès Mathieu Amalric, amb el seu jo més gran interpretat per Gérard Depardieu. Tanmateix, la productora Pathé no va poder finançar el projecte.
El 1997 va rebre el Globus de Cristall, premi per a la contribució artística excepcional al cinema mundial, al Festival de Cinema Internacional de Karlovy Vary.
Va estar casat amb Jana Brejchová (1951-1956), Vera Křesadlová (1964-1999) i Martina Zbořilová (1999-). Forman tenia dos fills bessons: Petr Forman i Matj Forman (nascuts el 1964), també actors de cinema i teatre.

## Filmografia
- 1963: Konkurs
- 1964: El pocatraça (Černý Petr)
- 1965: Els amors d'una rossa (Lásky jedné plavovlásky)
- 1967: El ball dels bombers (Hoří, má panenko)
- 1971: Vull volar (Taking Off)
- 1975: Algú va volar sobre el niu del cucut (One Flew Over the Cuckoo's Nest)
- 1979: Hair
- 1981: Ragtime
- 1984: Amadeus
- 1989: Valmont
- 1996: L'escàndol de Larry Flynt (The People vs. Larry Flynt)
- 1999: Man on the Moon
- 2006: Goya's Ghosts (Els Fantasmes de Goya)

## Premis i nominacions[calcitació]

### Premis
- 1971: Gran Premi del Jurat per Taking Off
- 1975: Oscar al millor director per Algú va volar sobre el niu del cucut
- 1984: Oscar al millor director per Amadeus
- 1976: BAFTA a la millor direcció per Algú va volar sobre el niu del cucut
- 1975: Globus d'Or al millor director per Algú va volar sobre el niu del cucut
- 1984: Globus d'Or al millor director per Amadeus
- 1996: Globus d'Or al millor director per L'escàndol de Larry Flynt
- 1984: César a la millor pel·lícula estrangera per Amadeus
- 1997: Os d'Or a la millor pel·lícula per L'escàndol de Larry Flynt
- 2000: Os de Plata a la millor direcció per Man on the Moon

### Nominacions
- 1996: Oscar al millor director per L'escàndol de Larry Flynt
- 1981: Globus d'Or al millor director per Ragtime